# Amt Vlotho (Kreis Herford)
Das Amt Vlotho war ein Amt im Kreis Herford in Nordrhein-Westfalen. Im Rahmen der nordrhein-westfälischen Gebietsreform wurde das Amt zum 1. Januar 1969 aufgelöst. Die historischen Vorläufer des Amtes waren das Amt Vlotho der Grafschaft Ravensberg und der Kanton Vlotho der Franzosenzeit.

## Vorgeschichte

### Das Amt Vlotho der Grafschaft Ravensberg
Das Amt Vlotho war bis 1807 eine Verwaltungseinheit der Grafschaft Ravensberg. Es umfasste die vier Kirchspiele Exter, Rehme, Valdorf und Vlotho.

### Der Kanton Vlotho im Königreich Westphalen
Nachdem die Grafschaft Ravensberg 1807 an das Königreich Westphalen gefallen war, wurden neue Verwaltungsstrukturen nach französischem Vorbild geschaffen. Dabei wurde im Distrikt Bielefeld im Departement der Weser des Königreichs aus dem alten Amt Vlotho der Kanton Vlotho gebildet. 1808 wurde der Kanton aufgrund seiner hohen Bevölkerungszahl in die beiden Munizipalitäten Vlotho und Stiftberg untergliedert. Die Munizipalität Vlotho umfasste  	Vlotho, Bonneberg, Rehme, Babbenhausen, Niederbecksen, Valdorf, Steinbründorf und Hollwiesen. Die Munizipalität Stiftberg umfasste Stiftberg, Exter, Schwarzenmoor, Solterwisch und Wehrendorf. Der gesamte Kanton hatte im Jahr 1808 8610 Einwohner.
Nach der Annexion großer Teile Norddeutschlands durch Napoleon Bonaparte im Jahre 1811 kam es zu  Änderungen der Verwaltungsgliederung im Königreich Westphalen. Der Kanton Vlotho wurde um die beiden Kirchspiele Gohfeld sowie Löhne erweitert und gab Schwarzenmoor an den Kanton Herford ab. Die Einteilung des Kantons, der nun zum Departement der Fulda gehörte, in zwei Munizipalitäten wurde wieder aufgehoben.
Nach der napoleonischen Niederlage fiel das ehemalige Gebiet der Grafschaft Ravensberg zurück an Preußen und wurde zunächst der Regierungskommission Bielefeld des Generalgouvernements zwischen Weser und Rhein unterstellt, bevor es 1815 Teil des Regierungsbezirks Minden der neuen Provinz Westfalen wurde. Bei der Bildung von Kreisen im Jahre 1816 kamen Gohfeld und Löhne zum Kreis Bünde, während der Rest des Kantons Vlotho nun, vergrößert um Dehme, einen Verwaltungsbezirk im Kreis Herford bildete.
Am 1. Januar 1832 wurde das Kirchspiel Rehme, das Dehme, Niederbecksen und Rehme umfasste, aus dem Kreis Herford und dem Verwaltungsbezirk Vlotho in den Kreis Minden umgegliedert.

## Das Amt Vlotho im Kreis Herford
Bei der Einführung der westfälischen Landgemeinde-Ordnung von 1841 wurden aus den Verwaltungsbezirken unterhalb der Kreisebene, sofern es sich nicht um Städte gemäß der revidierten Städteordnung handelte, Ämter gebildet. Im Kreis Herford wurde dadurch aus dem Verwaltungsbezirk Vlotho das Amt Vlotho. Dem Amt gehörten drei Gemeinden an:
- die Stadt Vlotho
- die Landgemeinde Exter, zusammengesetzt aus den Bauerschaften Exter und Solterwisch
- die Landgemeinde Valdorf, zusammengesetzt aus den Bauerschaften Bonneberg, Hollwiesen, Steinbründorf, Valdorf und Wehrendorf

Das Amt Vlotho wurde zum 1. Januar 1969 durch das Gesetz zur Neugliederung des Landkreises Herford und der kreisfreien Stadt Herford aufgelöst. Seine drei Gemeinden wurden zur neuen Stadt Vlotho zusammengeschlossen, die auch Rechtsnachfolgerin des Amtes ist.

## Einwohnerentwicklung
| Jahr | Einwohner | Quelle |
| ---- | --------- | ------ |
| 1843 | 07.145    | [ 9 ]  |
| 1864 | 09.200    | [ 10 ] |
| 1871 | 09.058    | [ 11 ] |
| 1885 | 09.513    | [ 12 ] |
| 1910 | 11.479    | [ 13 ] |
| 1925 | 11.513    | [ 14 ] |
| 1939 | 12.568    | [ 14 ] |
| 1950 | 17.292    | [ 15 ] |
| 1961 | 16.554    | [ 15 ] |